# Населённые пункты, вошедшие в состав Рязани
Населённые пункты, вошедшие в состав Рязани — перечень населённых пунктов, существовавших на территории современной Рязани и не являющиеся географическими объектами (или административно-территориальными единицами) административного деления Рязани.

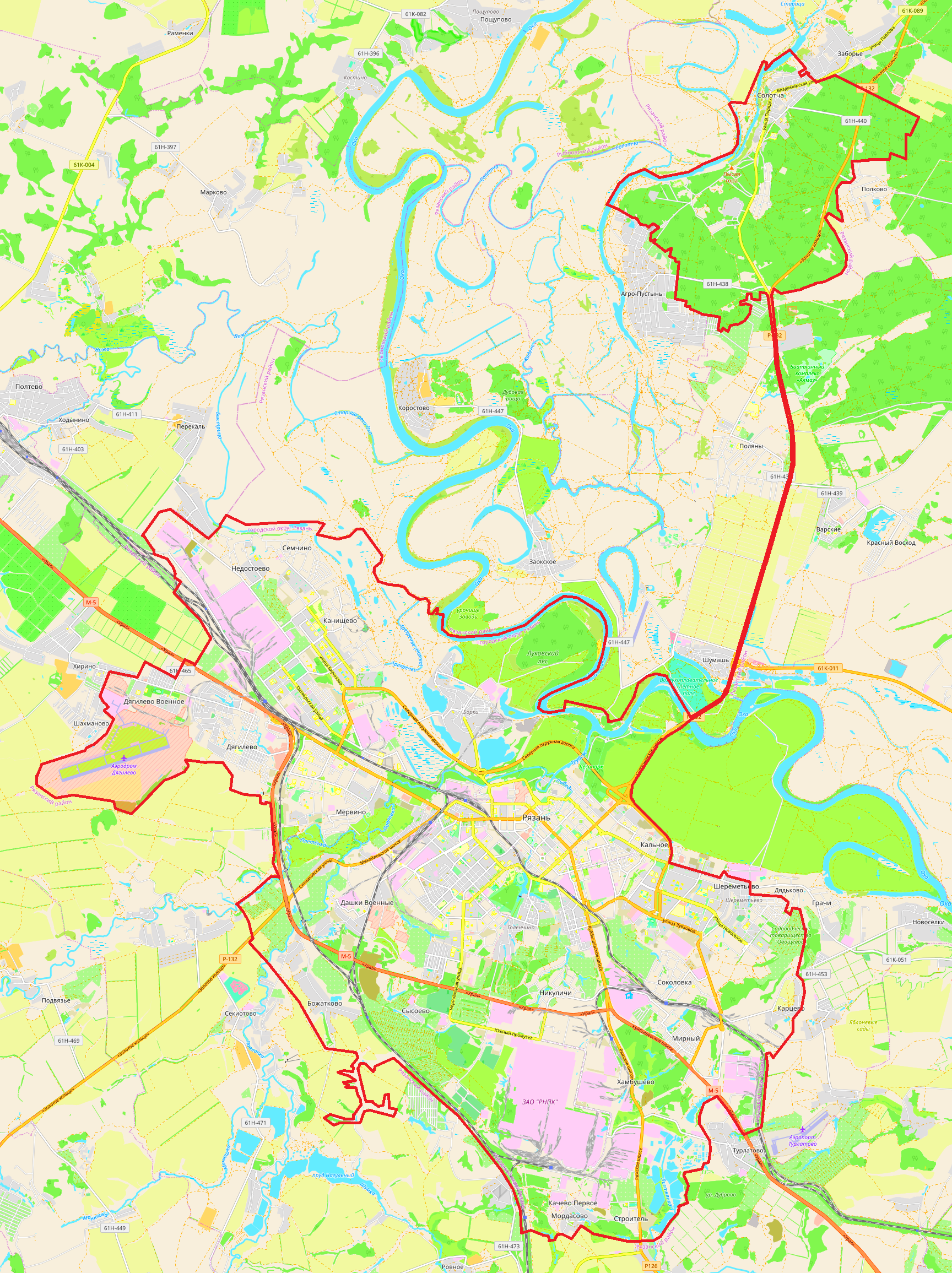
Карта Рязани

## История
Указом Президиума Верховного Совета РСФСР от 20 февраля 1958 г. «О расширении городской черты г. Рязани Рязанской области» в городскую черту были включены около 20 близлежащих поселков и сел Рязанского района.

## Перечень
- Божатково
- Борки
- Дягилево
- Канищево
- Качево
- Красный, народное название Ворошиловка — посёлок, официально вошедший в черту города в 1958 году.
- Машинистов — внутригородской посёлок
- Мервино
- Мехзавода — внутригородской посёлок
- Мордасово
- Недостоево — деревня
- Остров — внутригородской посёлок
- Песочня
- Приокский — посёлок
- Семчино — деревня
- Соколовка — посёлок
- Солотча
- Строитель — внутригородской посёлок
- Сысоево
- Хамбушево
- Храпово — село
- Шлаковый — внутригородской посёлок
- Элеватор — внутригородской посёлок